# رينيه حبشي
رينيه حبشي (6 سبتمبر 1915 - 11 فبراير 2003) فيلسوف وأستاذ جامعي لبناني مصري النشأة، فرانكوفوني اللغة والهوى. ولد في القاهرة ودرس بها وعندما بلغ العشرين من عمره ذهب إلى باريس، ومن هناك إلى غرونوبل حيث تابع تحصيله الجامعيّ. وقد نال دكتوراه في الفلسفة في جامعة نانتير، وكانت أطروحته تحت عنوان (الفلسفة الشخصانية لدى إمانويل مونييه)، وذلك بإشراف وإدارة الفيلسوف الفرنسي جاك شوفالييه. في عام 1935 رجع إلى لبنان، وذلك بدعوة من مؤسس الندوة اللبنانية الأستاذ ميشال الأسمر، حيث شارك في مؤتمر الأدباء العرب الذي انعقد في بيت مري.

## أهم مؤلفاته
- على مستوى الإنسان (1949)
- ثلاثة مفكرين أمام مشكلة الوجود (1954)
- الوجودية والنظر عند سارتر ومارسيل (1954)
- الفكر المُلتزِم والفكر المُنعتِق في لبنان (1954)
- معنى الشفقة (1954)
- المعنى الاجتماعي للجنون (1954)
- تجلي الخوف (1954)

## فكره
يعتبر حبشي فيلسوفا شخصانيا ركز تفكيره على أهمية الشخص البشري، وإذا كانت فلسفة حبشي لا تتمتع بمنهج معيَّن، فهي في الإجمال تتمحور حول ثلاثة مواضيع رئيسية، هي بمثابة مفتاح لفكر رينه حبشي. هذه المواضيع هي: الشَّخص البشريّ، الحرِّيَّة، وقضية الحقيقة. فالإنسان هو المحور الأساسي والمنطلق لأي حوار يقوم به الإنسان، انطلاقاً من الحرية وبلوغاً إلى الحقيقة.
فالإنسان بنظره حقلٌ، فيه تتفاعل طاقات بشرية ثلاث: الطاقة العقلية والطاقة الغريزية والطاقة الإيمانية. وحركة الإنسان المستمرة تتجسم في هذا الإطار الذي يرسمه حبشي بقوله: من الآن - الحاضر، إلى التخطِّي، تخطي الزمان والمكان، انطلاقاً من الحاضر الدَّائم، فالعامل الشخصانيّ يرتكز على الوحدة في هذه الطاقات المتفاعلة، والتي تتجسد في تناغم فعل الخلق الناتج من هذه الطاقات، والذي يتحقق فعليا في مانسميه الحرية. وهذه الطاقات تتفاعل فيما بينها بدرجات متفاوته. فأحياناً نراها تنعتق من قيود الطاقة العقلية، التي تحاول أحياناً أن تسيطر على طاقة الإيمان، وتسيّرها بحسب منطقها العقليّ، وأحيانا أخرى نراها تسير دون اللحاق بما تتطلبه الطاقة الإيمانية. ولكن هذا التداخل لا يوخِّر ولا يؤثر في هوية كل طاقة وكيانها، وغالباً ما نشعر بأنها طاقات وحدويَّة متشعبة الوظائف. ولا يمكننا بالتالي أن نفصل الواحدة عن الأخرى، لأن الإنسان لا يمكن تقسيمه إلى مجموعة قُوى، ولكن خلاثة القوى الكامنة في داخله تتفاعل بطريقة ديناميكية، فتكون إما منسجمة وإما فوضوية، وكلها تنعكس على وجود الشخص. فالشخص بالنسبة لحبشي هو مادة ذاته وصانع حريته، مع انفتاح خلاّق على القيم العليا وعلى وجود الله. أما الحرية في نظر حبشي فنسبية بالنسبة للشخص، ولكنها مطلقة بالنسبة إلى المبدأ الأول خالق كل شيء، أي الله. لذلك، فهي بالنسبة إلى الإنسان نقطة تساؤل دائم وقلق مستمر.
فالحرية لا تفهم إلا من خلال المعرفة التامة والعميقة لجوهر الإنسان، من حيث هو شخص قائم في ذاته. وأن تكون حرًّا يعني أولاً أن تكون لذاتك وبذاتك. حريتك في أن تعرف حقيقة حدودك، وأن تعرف حقيقة حدودنا القائمة فينا، وأن نطمئن إلى هذه المعرفة. أما شروط الحرية فثلاثة: 1-العقل الواعي المدرك. 2- الغريزة الموجهة توجيها مدركاً ومنطقياً. 3- أوقات التسلية البناءة. والحرية التي تخرج من نطاق هذه الأمور الأساسية تحكم على ذاتها بالضياع والفوضى، ويفلت منها زمام المبادرة. فمن مبدأ الحرية وممارستها نستطيع أن نقيم حواراً بناءً ومجدياً مع الآخرين. فالله ذاته وبحريته الكاملة صالَح الإنسان والإنسانية مع ذاته، أي مع الألوهية بالذات. وإن كل عمل حر متعلق تعلقاً جوهرياً بشخصي الذاتي، وباستعدادي المستمر إلى تقبل الحظ والمعنى الصحيحين لحريتي. وبالنتيجة، إن حرية الشخص هي حرية الشخص الموجود في وضع معين في (الآن - الحاضر)، وهي حرية الشخص المقيم في ذاته، أي المعطي ذاته معنى وجودياً. فمن بداية خلق الإنسان كانت حريته ولم تزل المحور الأساسي لمعاناته ولوجوده، بل هي مأساة كل وجود، لأن الحرية اختيار، وأول مظهر من مظاهر شخصية الإنسان يقوم في أن يختار بنفسه ولنفسه، جاهداً أن يكون مميزاً. هنا تكمن مأساة الوجود الإنسانيّ، لأن الإنسان ينفرد بوعيه لجروحه ولقضيته، فيظهر بذلك نقاط الضعف لديه، كما يٌظهر نقاط القوة أيضاً. فانطلاقاً من الاختيار يشعر الإنسان بأنه كائن حرّ، لأن الله ذاته احترم حرية الإنسان. وآخر نداء توجهه الحرية إلى الإنسان هو وقت الفراق أو الموت، حين يعطي الإنسان خالِقه حريته المنعتقة من ذاته كلها. وهنا يكمن اللقاء الحرّ، لقاء حرية الإنسان مع حرية الله.
أما مفهوم الحقيقة فيعتبِر حبشي أن الحقيقة سريعة العطب، لأن وجود الإنسان في حد ذاته وجود يمر في حالات قلقٍ مستمرة. فالحقيقة متعلقة تعلقاً وثيقاً بكياننا، وبقدر ما يكون الإنسان مستعداً لأن يفتح الحوار البناء مع الآخرين، يثبت شخصيته وحقيقة وجوده. وينتقد حبشي بشدة علماء الكيمياء والحساب، وكل الذين يعتبرون أن الحقيقة مبنية على أساس حسابي. فهذه الحقيقة بالنسبة إليه مجرد اصطلاح، وليست حقيقة خالصة. كما أنها لا تتطلب ولا تفترض من الشخص الذي اكتشفها التضحية بالذات. ولا أحد، كما يقول حبشي، مات من أجل قاعدة حسابية، كما أنها لا تزكي بشكل واقعي حياتنا أو وجودنا. فلذلك هي حقيقة آنية- نسبية.
أما الحقيقة عند حبشي فهي الحقيقة المنتِحة، التي تدفع بالإنسان إلى البحث والتفتيش، لاكتشاف أسس وجودة الخلاّقة. فالحقيقة الحقّ في حاجة دائمة إلى مساعدتنا وتعاوننا، وإلا لا يمكنها أن تُظهر ذاتها كأنها حقيقة، لأنها في الواقع لا وجود لها في ذاتها. لذلك فإنها انفتاح على الآخر وعلى كل ما هو شخصي، كما أنها انفتاح جوهري على اللامتناهي. لذلك، تصبح الحقيقة حقيقة مُبدعة وصاحبة دعوة دائمة، إذ إنها تستطيع بفضل هذه المعطيات، التي تتسائل عن سبب وجودنا وحضورنا في هذا الكون، أن تدفعنا إلى تغيير أوضاعنا الاجتماعية والمدنية والدينية والروحية، لأن الحقل الخصب لعمل الحقيقة المُبدع، هو الوقت الحاضر الذي يصبو دائماً إلى المستقبل، ويعمل في هذا الاتجاه.